# Jozova Hanule
Jozova Hanule je novela české spisovatelky Květy Legátové (vl. jménem Věra Hofmanová). Byla vydána roku 2002 nakladatelstvím Paseka. Příběh byl původně napsán jako scénář filmu Želary.

## Děj
Děj se odehrává za německé okupace. Vypráví o Elišce, která pracuje jako lékařka v brněnské nemocnici. Je zamilovaná do svého nadřízeného, odbojáře Richarda. Slouží mu také jako spojka při doručování tajných zpráv. Při jedné z těchto pochůzek ji na dohodnutém místě překvapí příslušník gestapa. Za pomoci sousedů se jí podaří ukrýt. 
Po návratu do nemocnice jí Slávek (její nejlepší přítel) sdělí, že Richard emigroval, a protože je pravděpodobné, že o ní gestapo ví také, musí zmizet.
Eliška tomu jen s obtížemi věří a přesvědčuje Slávka, že v této době je riskantní žít v utajení. Nakonec se podvolí a přijme falešné doklady se jménem Hana Nováková. Brno opouští s pacientem, prostým člověkem, „chumajem“ Jozou Jandou, který se do ní, podle všeho, zamiloval. Jde o horala z vesničky Želary na hranici se Slovenskem. Zpočátku si společně často povídali. Jí se líbilo vyprávění o jeho rodném kraji a Jozu těšil její zájem. Během cesty se ale Eliška začíná Jozy obávat.
Eliška měla krušné dětství. Rodiče jí brzy zemřeli, proto byla vychovávaná pěstouny. Jediným milovaným člověkem jí byla babička, která je již po smrti. Hana se obává, že na ni Joza bude hrubý a zlý, ale nemá na vybranou, a tak ho po velkém přemáhání se požádá o ruku. Joza žádost přijme a slibuje, že obstará chalupu a zařídí vše potřebné. Hana bude nejprve bydlet v Šádově Huti v místním „hotelu“. 
Ubytuje se v hostinci u Mareniny Irči, se kterou se časem spřátelí a pomáhá jí v lokále. Hana poznává pověst mužů v Šádově Huti, mluví se o nich jako o opilcích, hrubiánech a hlavně místních hlupácích. Hanule se podvoluje osudu. Joza ji každý týden navštěvuje, ale ona k němu stále necítí lásku či náklonnost. 
Po měsíci je chalupa připravena k nastěhování. Joza si Hanku přiveze den před veselkou. Ačkoli má domek teprve hliněnou podlahu a holé stěny, pozve Joza sousedy, kterým jsou též: 
- Jurigovi (vesničané s několika dětmi)
- Juliška (upovídaná a neustále nadšená, mírně dětsky naivní, učí Hanuli dojit krávu a daruje jí dva králíčky; její manžel Pavel je nejkrásnější muž vesnice)
- Lucka (stará babka kořenářka, před nikým si nebere servítky; ve vesnici si jí váží, protože téměř všichni jí vděčí za léčení a pomoc při nemocech; podle Hany je možné Lucku buď milovat, nebo nenávidět)
- Žeňa (vdova, která má dceru Jiřinku; společně Hanuli pomáhají, učí ji vařit, šít, plést; Žeňa si ale nikoho nepouští k tělu a své názory nedává najevo)

Večer před svatbou Joza Hanuli vypráví pohádku. Ráno Žeňa Hanuli pomáhá s oblékáním. Haniny moderní šaty se nehodí, proto jí Žeňa přinese kostýmy z místního divadelního kroužku. Také Hanuli doporučuje, aby nosila šátek, než jí dorostou vlasy. Svatbu Hanule prožívá apaticky, stejně jako spoustu opilých lidí a hlasitou hudbu. Okolo půlnoci se novomanželé vracejí domů a Hanule se rozhodne „zatnout zuby“ a odvděčit se Jozovi za to, že ji zachránil před gestapem. Překvapí ji jeho něžnost a nezkušenost. Po několika dnech se Hana zkusí večer nesvlékat, a jediným výsledkem je, že spolu usínají v objetí jako malé děti. 
Další kapitoly na sebe nenavazují. Nejprve se Hanule s Jozou sbližují. Ona neustále čeká na to, co se bude dít, nevěří, že ten „venkovský blb“ je skutečně tak hodný. Stále vyčkává, až se opije a ukáže svou pravou tvář.
Jednou Hana omylem rozbije petrolejku a se strachem čeká, že ji Joza zbije. Ten ji ale pouze vezme do náruče, konejší ji a slibuje, že hned zítra nechá přinést novou. Hana uvěří, že Joza je dobrý člověk. (Maminka mu od malička vštěpovala, že je moc silný, takže nesmí rány oplácet. Díky tomu se oproti ostatním mužům z vesnice chová vlídně, což ale neznamená, že by neuměl uhodit, kdyby bylo třeba).
V knize jsou také popisovány mnohé příhody. Hanule zabloudí v lese, kde je za obrovské bouřky nalezena Jozovým psem Azorem. Po tomto prožitku a předchozím stresu ji začne trápit žlučník, musí být převezena do nemocnice a podstoupit operaci. 
Jindy Joza bránil jednomu z výrostků v týrání krys. Ten mu probodne paži nožem. Hana s Jozou jedou k doktorovi, který ale není v ordinaci, a tak svému muži ránu zašije sama. Od té doby chodí Hanule s Luckou po chalupách pomáhat rodičkám a ošetřovat nemocné sousedy.
Hanule s Jozou se do sebe nakonec zamilují tak, že si bez sebe nedokáží představit život. A Hanule si s jeho pomocí léčí traumata z dětství.
Okupace končí příchodem Rusů, vesničané se radují z nově nabyté svobody. Jen Hanule má stále pocit, že něco není v pořádku. Záhy skutečně „jiskra vyšlehla vzadu za hájenkou,“ kde byla ruským vojákem znásilněna dívenka. Provinilý voják byl ztrestán jejími bratry, ale jeho spolubojovníci si mysleli, že zaútočili Němci. Mezi vesničany a ruskými vojáky propukly boje. Hanule s Luckou a doktorem pečovali o raněné. 
Doktorovi se nakonec podařilo spojit s ruským velitelem a přesvědčit ho, že ve vsi žádní Němci nejsou. Boj skončil a Rusové najednou jemně kolébali mimina, kterým zabili otce, a přišpendlovali jim metály na peřinky. Vážně raněný Joza byl přinesen k ošetření, ale bylo již pozdě. Zemřel své milované ženě v klíně a Hanule se nakonec vrátila do brněnské nemocnice. Richard se vrátil z emigrace a Hanule (Eliška) postupně překonala následky prožitých útrap. 

## Forma a přijetí kritikou
Kniha je psána v ich-formě, vypravěčkou je Eliška. Je v ní použito hlavně spisovného jazyka, v některých částech dialektu, v závěru také ruské výrazy („Mamaša! Mamaša“). Eliška se místy vyjadřuje hovorově: „Moje nervy jsou nadranc, Jozo. Žijeme v nenažrané době.“
Literární kritici si povšimli, že na rozdíl od předchozích, časově neurčitých Želar je děj konkretizován do let protektorátu. Konstatovali též, že autorčin jazyk se proměnil z lyrického až básnického jazyka Želar k prostému jazyku ich-formy.